# Alberto Jori
Alberto Jori né à Mantoue en 1965 est un philosophe italo-allemand.

## Biographie
Né à Mantoue, Jori est, du côté paternel, descendant d’une noble famille de barons venant du Tessin et de patriciens de Zurich descendant des Capétiens. Du côté de sa mère, il est apparenté à une longue lignée juive de rabbins de Mantoue dont le célèbre kabbaliste Solomon Aviad Sar Shalom Basilea fait aussi partie. 
Jori accomplit ses études à Padoue, Cambridge et Heidelberg. Il reçoit une bourse d’étude de la Fondation Alexander von Humboldt. Sa monographie sur Aristote remporte le prix de l'Académie internationale d'histoire des sciences (de la Sorbonne) pour l'année 2003,. Importantes sont aussi ses études sur l’ancienne médecine grecque et sur les problèmes juridiques et éthiques dans la médecine contemporaine. Jori est aussi un représentant de la « philosophie pratique ».
À présent, il est professeur et membre de l’Institut de Philosophie de Tübingen (Eberhard Karls Universität Tübingen). Il est membre de l’Accademia Ambrosiana, de l’Académie nationale virgilienne et de l’International Academy of the History of Science. Il est aussi cofondateur de l’Academia Judaica / „Tarbut“ - International Academy of Jewish Studies.

## Œuvres
- Medicina e medici nell'antica Grecia. Saggio sul 'Perì technes' ippocratico, il Mulino, Bologne-Naples, 1996  (ISBN 88-15-05792-7)
- Aristotele, Bruno Mondadori, Milan, 2003  (ISBN 88-424-9737-1)
- Identità ebraica e sionismo in Alberto Cantoni, Giuntina, Florence, 2004  (ISBN 88-8057-207-5)
- Hermann Conring (1606-1681). Der Begründer der deutschen Rechtsgeschichte, MVK, Tübingen 2006  (ISBN 3-935625-59-6)